# 1977-es Zsil-völgyi bányászsztrájk
Az  1977-es Zsil-völgyi bányászsztrájk, amelyre 1977. augusztus 1–3. között került sor a Zsil-völgyi szénbányász-településeken, az egyik legnagyobb rendszerellenes megmozdulás volt a kommunista Romániában.

## Előzményei és okai
A Zsil-völgyi bányászok mindig nehéz körülmények között dolgoztak, és gyakoriak voltak a balesetek. 1972. november 2-án például 42 ember hunyt el a hobicaurikányi bányában bekövetkezett robbanás során.
Az 1977-es év nehéz volt a román gazdaságban. Még érződött az 1973-as olajválság hatása, és az 1977. március 4-i földrengés súlyosbította a helyzetet. A nehézségek ellenére Nicolae Ceaușescu nem fogadta el a tervszámok csökkentését, és azt erőltette, hogy minden tervmutatót teljesítsenek.
Röviddel a csehszlovákiai Charta ’77 mozgalom után Paul Goma hasonló tiltakozást indított Romániában is. 1977. március 23-án Dumitru Blaj Zsil-völgyi bányász Bukarestbe utazott, hogy aláírja Goma felhívását. Blajnak az akció kezdeményezőjéhez írt üzenetét utóbb felolvasták a Szabad Európa Rádióban; ennek következtében a bányász kritikában részesült a munkatársai előtt, és lefokozták vagonrakodóvá, majd egy faraktár őrévé.
1977. június 30-án hatályba lépett az állami társadalombiztosítási nyugdíjakról és szociális ellátásokról szóló 3. számú törvény, amely megtiltotta a rokkantsági nyugdíj és fizetés egyidejű folyósítását (számos bányász a III. fokozatú rokkantsági nyugdíja mellett folytatta a munkát), és a bányászok öregségi nyugdíjának korhatárát megemelte. Ugyanebben az időszakban a napi munkaidőt 6-ról 8 órára emelték.
A bányászok elégedetlenségét fokozta a fogyasztási cikkek hiánya, a rendes munkaidőn felül munkavégzés és az alacsony életszínvonal.

## A sztrájk lefolyása
A Zsil-völgyi 90 000 bányász közül 35 000 úgy döntött, hogy augusztus 1-jén este felhagynak a munkával. A lupényi bányászokat azonnal követték a környező településeken, Hobicaurikányban, Zsilymacesdparosenyben, Aninószán és Petrillán dolgozó társaik. A sztrájkolók elfogadtak egy 16 követelésből álló listát, amelyet vezetőik, Ioan Constantin (Costică) Dobre és Gheorghe Maniliuc állítottak össze, Dumitru Iacob, Ion Petrilă, Dumitru Dumitrașcu, Mihai Slavovschi, Jurcă mérnök és az Amariei testvérek segítségével. Azt kérték, hogy az államelnök, Nicolae Ceaușescu személyesen jöjjön Lupénybe, hogy vegye át a követeléseiket és tárgyaljon velük. Több beszéd hangzott el, amelyek tartalmazták a követeléseket, és a völgyben a feszültség a maximumra fokozódott.
Az eseményektől megijedt hatóságok augusztus 2-án egy tárgyalócsapatot küldtek Bukarestből, amelynek Ilie Verdeț, a minisztertanács első elnökhelyettese és Gheorghe Pană, a szakszervezetek központi tanácsának elnöke, egyben munkaügyi miniszter volt tagja. Verdeț korábban maga is bányász volt. Velük jött a bányaügyi miniszter, Constantin Babalu, és Lupényben csatlakozott hozzájuk a helyi pártbizottság titkára, illetve a lupényi polgármester. Dobre zsilmacesdparosenyi brigádvezető visszaemlékezése szerint mintegy 20 000 bányász hallgatta meg Verdeț beszédét, aki azt mondta, hogy csupán azért jöttek, hogy felmérjék a problémákat, de nem dönthetnek a szükséges intézkedésekről, mivel azt csak Ceaușescu teheti meg. Ekkor a tömeg hangosan Ceaușescu személyes megjelenését követelte, amire Verdeț azt felelte, hogy az elnök sürgős párt- és állami ügyekkel van elfoglalva, és amennyiben a bányászok ismét felveszik a munkát, ő garantálja, hogy egy hónapon belül visszatér a völgybe Ceaușescu kedvező válaszával. A tömeg gyanakvással fogadta az ígéretet, és felbátorodva újból fújolni kezdett. Az emberek azt mondták, hogy nem mennek vissza dolgozni, amíg Ceaușescu el nem jön személyesen és nyilvánosan meg nem ígéri, hogy megoldja panaszaikat. Verdeț és Pană Dobre háta mögé bújtak, és a kapuőr bódéjának falához húzódva idegesen könyörögtek neki, hogy szavatolja a biztonságukat. A szó szerint sarokba szorított Verdeț ígéretet tett a bányászoknak, hogy rábeszéli Ceaușescut az eljövetelre.
Ami ezután történt, nem tisztázott. Dobre szerint a két pártfunkcionáriust és két kísérőjüket túszként fogva tartották az őrbódéban Ceaușescu megérkezéséig, csak vizet és kenyeret adtak nekik, és felügyelték a Bukaresttel folytatott beszélgetéseiket; ezt más források is megerősítik Verdeț szerint azonban ez csupán legenda. A bányaügyi minisztert utóbb elengedték, mert csak nemrég került tisztségébe.
Az erőszakos cselekmények elkerülésére a helyi hatóságok beszivárogtatták a résztvevők közé a Securitate tagjait, de kerülték a hadiállapot szemmel látható bevezetését. A fegyverraktárak őrizetét megerősítették, nehogy a bányászok megtámadják ezeket. Ceaușescu érkezésének a napján további Securitate-csapatokat és pártfunkcionáriusokat hívtak át Craiovából, Târgu-Jiuból és Déváról, hogy szétoszlassák a tüntetőket.

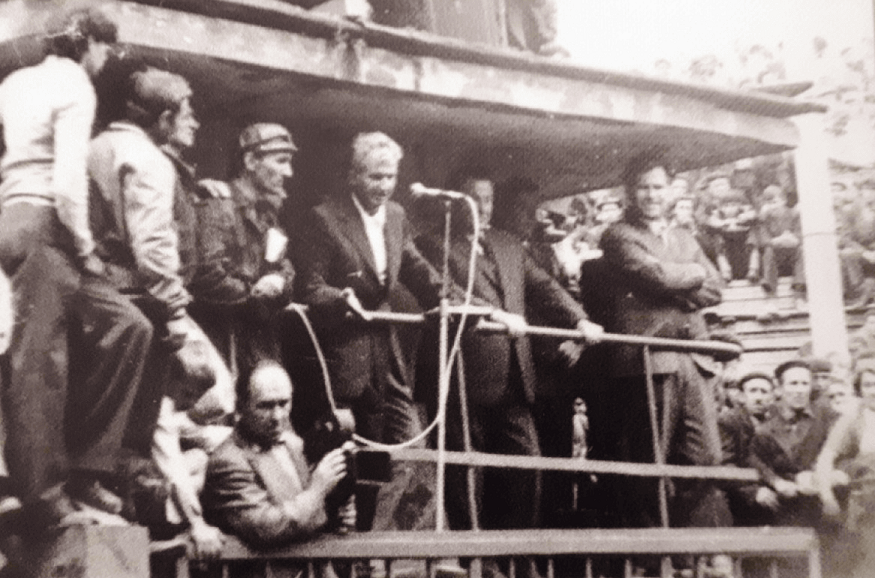
Ceaușescu beszédet tart egy rögtönzött pódiumon; balján Verdeț

Amikor a sztrájk kitört, Ceaușescu és felesége a Fekete-tengernél nyaraltak. Verdeț erősködésére augusztus 3-án Petrozsénybe érkezett, és mintegy 35 000 ember (egyes források szerint 40 000) ment el meghallgatni őt; nem mindannyian a párbeszéd miatt mentek, volt aki puszta kíváncsiságból vagy az eseményektől sodorva jelent meg. A feszült hangulat ellenére néhányan „Ceaușescu és a bányászok!” felkiáltással fogadták, de mások azt kiabálták, hogy „Lupény '29! Lupény '29!” (utalva az 1929-es lupényi sztrájkra, amelyet a Román Kommunista Párt beépített a saját mitológiájába.) Dobre felolvasta Ceaușescunak követeléseiket a munkaórákra, termelési tervszámokra, nyugdíjakra, ellátásra, lakhatásra és beruházásokra vonatkozóan. Követelték a törvény hatályba lépése előtti állapot visszaállítását, a megfelelő élelmiszerellátás és egészségügyi ellátás biztosítását, vállalati szintű munkásbizottságok létrehozását, amelyek jogosultak elbocsátani az alkalmatlan vagy korrupt vezetőket, és biztosítékot arra nézve, hogy a sztrájkolók ellen nem alkalmaznak megtorlást. Ezután, Dobre visszaemlékezése szerint, „miközben a nevemet kiabálták, Ceaușescu felé fordultam, átadtam neki a felolvasott listát, és ő azt mondta nekem: »Elvtárs, köszönöm, hogy tájékoztattál.« Amikor Ceaușescu a mikrofonhoz lépett, nem engedték beszélni. Néhányan fújoltak, mások azt kiabálták, hogy nem mennek a bányába, és messziről hallani lehetett a nevemet. A pódiumon álló aktivisták hiába kértek felemelt karral csendet.”

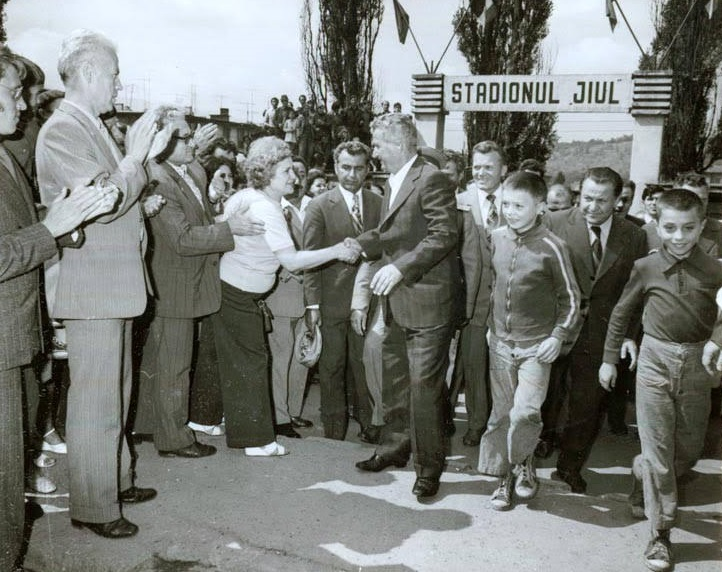
Ceausescu távozik Petrozsényből

Ceaușescu, aki Dobre szerint szemmel láthatóan ideges és zavart volt, ötórás (más források szerint hétórás) beszédet tartott, amelyet hamarosan fújolás szakított meg. Az elején reszkető hangon tett egy reménytelen kísérletet, hogy visszaküldje a bányászokat a munkába: „Elvtársak, ez nem háború… ez az egész nemzet szégyene… szégyen! Tudomásul vettem a panaszaikat.” Próbálta megmagyarázni a párt politikáját, és a demagógiával próbált hatni a bányászokra, azt állítva, hogy a pártvezetés csökkenteni akarta a munkaórák számát, de a bányászok ezt elutasították. Az intelligenciájukban megsértett bányászok a „Nem mi kértük! Banditák, tolvajok!” kiáltásokkal feleltek. A beszédet általános zúgolódás, tiltakozás és dühkitörések kísérték; valahányszor Ceaușescu elakadt a beszédben, néhányan fújolni és fütyülni kezdtek. Arra a javaslatra, hogy a hatórás munkanapot fokozatosan vezessék be Lupényben, majd a többi helyen, az emberek azt felelték, hogy „Hatórás munkanapot holnaptól.” A vége felé, amikor Ceaușescu a bányászok merészségén feldühödve még mindig nem volt hajlandó azonnali hatállyal engedélyezni a hatórás munkanapot, a tömeg azt kiáltozta, hogy „Fogalma sincs, mi az emberek érdeke” és „Nem érdekli a munkások alapvető érdeke”. Ceaușescu fenyegetőzni kezdett, amire a tömeg válasza „Le Ceaușescuval!” volt. Csak akkor enyhült kissé a hangulat, amikor Dobre megragadta a mikrofont, és felszólította a bányászokat, hogy hagyják Ceaușescut végigmondani a beszédét. Ekkor Ceaușescu belátta, hogy csak engedékenységet mutatva tudja megbékíteni a munkásokat, ezért megígérte, hogy megoldja a panaszaikat (hatórás munkanap, szabad szombat és vasárnap, munkahelyek létesítése a bányászok feleségeinek és lányainak), valamint azt, hogy a bányászok elégedetlenségéért felelős személyeket elszámoltatják, és megtorlás nem lesz. Az emberek megtapsoltak, Verdețet és Panăt elengedték, és Ceaușescu távozása után a sztrájk rögtön véget ért, augusztus 3-án az esti műszak felvette a munkát a bányában. Még azt is felajánlották, hogy bepótolják a sztrájk miatt kiesett munkaidőt.
A sztrájk egyik jelszava a „Le a proletár burzsoáziával” volt, ami azokra a kommunista funkcionáriusokra vonatkozott, akik a völgyet igazgatták, a bányászok munkájából profitáltak, és alacsonyan tartották a fizetéseket. A jelszó használatával a hierarchikus kommunista rendszer igazságtalanságát támadták, és ironikus módon idézték fel a kommunisták régi harcát a burzsoázia ellen.

## Megtorlás
A párt Központi Bizottságának augusztus 4-én tartott ülésén csak az előző nap eseményeiről volt szó; igyekeztek felelőst találni a történtekért. Létrehoztak egy bizottságot a sztrájk okainak kivizsgálására; ennek elnöke Verdeț volt. Ceaușescu a helyi párszerveket és a bányaügyi igazgatóságot hibáztatta.
A megtorlás, amelyet Emil Macri és Nicolae Pleșiță tábornokok vezettek, változatos alakokban jelent meg. Dobre beszéde után a bányászok tudták, hogy célkeresztben lesz, ezért őrizték a lakását, hogy ne lehessen letartóztatni. Nem is tartóztatták le rögtön, ehelyett a hatóságok azzal foglalkoztak, hogy azonosítsák a sztrájkban részt vevő bányászokat. A mérnököket és részlegvezetőket behívták a Securitatéhoz, hogy azonosítsák a titokban készült fényképeken szereplőket. Aki a sztrájkolók közül párttag volt, megbüntették vagy kizárták a pártból. Egyes bányászokat visszaküldtek abba a megyébe, ahonnan származtak. Akiről úgy vélték, hogy erőszakosan viselkedett a sztrájk alatt, bíróság elé állították és 2–5 év kényszermunkára ítélték a közrend megzavarásáért és a jó erkölcs megsértéséért. Egyes esetekben a bányászokat családjukkal együtt megtámadták és megfélemlítették. Azokat a bányászokat, akiket kihallgattak, nyomatékosan felkérték, hogy soha többé ne sztrájkoljanak, és ne szóljanak a párt ellen. Több sztrájkolót behívtak a Securitate petrozsényi épületébe, ahol ismételten megverték őket. A nyomozás próbálta kideríteni, hogy hol volt a sztrájk központi magja, és mintegy 4000 bányászt más bányavidékre helyeztek át. Állítólag egyesek a Duna–Fekete-tenger-csatorna munkatáboraiba kerültek. A sztrájk fő vezetői heteken belül eltűntek, a szájukat jártató bányászokat begyűjtötték és szétszórták. Az engedmények (hatórás munkaidő, változatlan nyugdíjazási feltételek, az élelmiszer-ellátás bizonyos fokú javulása) csak addig tartottak, amíg a szervezett ellenállás gerincét megtörték, utána visszavonták őket.
A sztrájk utáni pártgyűléseken a tiltakozókat anarchista elemeknek, alantas és értéktelen embereknek bélyegezték. A tárgyaláson cigányoknak, csavargóknak, csalóknak és bűnözőknek nevezték őket. Legalább 600 bányászt hallgattak ki, 150 vádiratot állítottak össze, 50 fő pszichiátriai kórházba került, 15 főt büntető munkára ítéltek és ténylegesen bebörtönöztek, további 300 főt kitelepítettek. Közel 4000 főt elbocsátottak azzal az ürüggyel, hogy nincs munka. (A kieső munkaerőt sorkatonákkal és moldvai szakképzetlen munkásokkal pótolták.) Több száz családot elköltöztettek a vidékről, egyeseket a Securitate folyamatosan zaklatott. Egyikük, letöltve börtönbüntetését, szerzetesnek állt. A területet bekerítették a biztonsági erők; a megfigyelés és a Bukaresttel való szoros kapcsolattartás érdekében két helikoptert is bevetettek, a hivatalos indoklás az volt, hogy a bányaszerencsétlenségek áldozatainak kórházba szállítása miatt vannak ott.
Petrozsényben megkettőzték a Securitate és a rendőrség erőinek létszámát, és minden Zsil-völgyi bánya mellé katonai egységet állítottak fel. (Egy akkori sorkatona visszaemlékezése szerint puska volt náluk, de lőszert nem osztottak.) A Securitate ügynökeit bányászként alkalmazták, részben azért, hogy jelentsenek a többi munkásról, részben pedig azért, hogy pszichológiai nyomást gyakoroljanak rájuk, sőt tanúk előtt megverjék őket, kialakítva a félelem légkörét.  Ruxandra Cesereanu szerint számos börtönből kiengedett köztörvényes bűnözőt is hoztak a bányákba.

## Politikai következmények
A sztrájk jelentős hatással volt a párt- és állami apparátusra is. Az RKP KB 1977. október 26–27-i ülésén a volt bányaügyi miniszter, Bujor Almășan, akit 1977. januárban lemondattak, bizalmatlansági szavazatot kapott azért az állapotért, amelyben a bányászati ágazatot hagyta. Ugyanezen az ülésen bizalmatlansági szavazatot kapott Gheorghe Pană, akit leváltottak a munkaügyi miniszteri tisztségéből. Ilie Verdețet nem tették felelőssé az eseményekért, és 1978. március 7-én a minisztertanács első elnökhelyettesévé, illetve az Állami Tervbizottság elnökévé nevezték ki.
Helyi szinten leváltották a párt Hunyad megyei első titkárát, a városi és vállalati párttitkárokat, KISZ-titkárokat és szakszervezeti vezetőket, kivéve a petrozsényi polgármestert (feltehetőleg a sztrájk utáni városi nagygyűlés gyors megszervezéséért) és Vulkán város vezetőit.

## A nyilvánosság tájékoztatása
A belföldi és külföldi közvéleményt nem tájékoztatták a sztrájkról. A Scînteia (a párt központi lapja) címlapján 1977. augusztus 4-én Nicolae Ceaușescu elvtárs munkalátogatása a Zsil-völgyben című cikk jelent meg, amely nem ejtett szót a sztrájkról. Hasonlóan járt el a többi országos lap is (Scînteia tineretului, România liberă, Flacăra). A Drumul socialismului című megyei hetilap az augusztus 7-i számában szintén munkalátogatásról számolt be, a cikket az Agerprestől vették át. A szám tartalmazott egy tájékoztatást is az új nyugdíjtörvény alkalmazásáról, valamint egy propagandacikket a Zsil-völgyi élmunkások termelési eredményeiről. A Steagul roșu című helyi lap augusztus 5-i számának nyolc oldalából az első kettő a munkalátogatással foglalkozott, a középső két oldal cikkeinek közös címe A pártnak a munkánkról és életünkről való gondoskodására egyszerűen, bányászosan, érdemes tettekkel válaszolunk volt, a hetedik oldalon pedig Hódolat címmel versösszeállítás jelent meg. A versek között volt egy, ami az 1929-es lupényi sztrájkról szólt, talán célzatosan. A cenzúra hónapokra megtiltotta a televíziónak, hogy a Zsil-völgye kifejezést használják.
A Zsil-völgyet augusztus 4. és 1978. január 1. között tiltott övezetté nyilvánították. A szigorú felügyelet arra szolgált, hogy megakadályozzák az információáramlást az ország többi részébe és a külvilággal történő kapcsolattartást; ennek ellenére 22 bányásznak sikerült további 800 nevében kijuttatnia egy szeptember 18-i keltezésű levelet Franciaországba, a Libération című újságnak, amely október 12-én közölte. A külföldi média párhuzamot vont Paul Goma mozgalma és a bányászok pár hónappal későbbi megmozdulása között, noha a kettő között nem volt kapcsolat.

## A sztrájk vezetőinek további sorsa
Constantin Dobre
1977. augusztus végén átköltöztették Craiovára, ahol segédmunkásként dolgozott a gépjármű-javító vállalatnál. A Securitate folyamatosan megfigyelte. Az 1980-as években a Ștefan Gheorghiu Pártfőiskolán tanult; egyes feltételezések szerint a Securitate ezzel akarta hitelteleníteni. Az 1989-es forradalom során megpróbált részt venni az eseményekben, de nem sikerült semmilyen fontos pozíciót szereznie. 1990-ben Bukarestbe költözött, és a külügyminisztérium alkalmazottja lett. 1990 szeptemberétől Románia londoni nagykövetségén dolgozott, 1992-ben egy román bíróság ötévi börtönbüntetésre ítélte sikkasztásért. 1994-ben menedékjogot kért az Egyesült Királyságban, 2002-ben megkapta a brit állampolgárságot.
Gheorghe Maniliuc
A sztrájkot követően három és fél év börtönre ítélték a jó erkölcsök megsértése és hatóság elleni bűncselekmény miatt, büntetését a munkahelyén kellett letöltenie. Elválasztották családjától, felesége visszatért moldvai szülőhelyére, ahol a petrozsényi kényszerlakhelyre ítélt férje nem tudta meglátogatni. 1987-ben feloldották a lakhelyelhagyási tilalmat, és Maniliuc utazni készült a feleségéhez, de gyanús körülmények között elhunyt.

## Fordítás
- Ez a szócikk részben vagy egészben  a   Jiu Valley miners' strike of 1977 című angol Wikipédia-szócikk ezen változatának fordításán alapul.  Az eredeti cikk szerkesztőit annak laptörténete sorolja fel. Ez a jelzés csupán a megfogalmazás eredetét és a szerzői jogokat jelzi, nem szolgál a cikkben szereplő információk forrásmegjelöléseként.
- Ez a szócikk részben vagy egészben  a   Greva minerilor din Valea Jiului din 1977 című román Wikipédia-szócikk ezen változatának fordításán alapul.  Az eredeti cikk szerkesztőit annak laptörténete sorolja fel. Ez a jelzés csupán a megfogalmazás eredetét és a szerzői jogokat jelzi, nem szolgál a cikkben szereplő információk forrásmegjelöléseként.